# Мота (приток Маты)
Мота — река в России, протекает по Республике Коми и Ненецкому АО. Устье реки находится в 10 км по левому берегу реки Маты. Длина реки составляет 77 км.
Имеет левый приток — Малая Мота.

## Данные водного реестра
По данным государственного водного реестра России относится к Двинско-Печорскому бассейновому округу, водохозяйственный участок реки — Печора от водомерного поста Усть-Цильма и до устья, речной подбассейн реки — бассейны притоков Печоры ниже впадения Усы. Речной бассейн реки — Печора.
Код объекта в государственном водном реестре — 03050300212103000079196.